# Bischofsheim (Maintal)
Pour les articles homonymes, voir Bischofsheim.
Bischofsheim est le plus grand quartier (14 769 habitants en 2018) de Maintal, une ville allemande, près de Francfort-sur-le-Main.